# ツアー・オブ・ノルウェー
ツアー・オブ・ノルウェー（Tour of Norway）は、例年5月、ノルウェーを舞台に行われる、自転車競技、ロードレースにおけるステージレースの名称。カテゴリは2013年までUCIヨーロッパツアー2.1。2014年に2.HCに昇格。2020年よりUCIプロシリーズ。

## 概要
1999年から2010年まではリンゲリケ・グランプリ（Ringerike Grand Prix）として行われていたが、同レースが2011年よりワンデイレースに変更されたことを受け、2011年にリスタートすることになった。その際、グラスウールの製造会社、グラヴァがタイトルスポンサーとなったため、グラヴァ・ツアー・オブ・ノルウェー（Glava Tour of Norway）が正式名称となっている。

## 歴代優勝者
| 年   | 選手名                                                     | 国籍                                                       |
| ---- | ---------------------------------------------------------- | ---------------------------------------------------------- |
| 1983 | フランチェスコ・モゼール                                   | イタリア                                                   |
| 1984 | ダグ＝エリック・ペダーセン                                 | ノルウェー                                                 |
| 1985 | ヘンク・ルバーディング                                     | オランダ                                                   |
| 1990 | オラフ・ルードヴィッヒ                                     | ドイツ                                                     |
| 1991 | ダグ＝エリック・ペダーセン                                 | ノルウェー                                                 |
| 1992 | ダグ・オットー・ラウリッツェン                             | ノルウェー                                                 |
| 2011 | ウィルコ・ケルダーマン                                     | オランダ                                                   |
| 2012 | エドヴァルド・ボアソン・ハーゲン                           | ノルウェー                                                 |
| 2013 | エドヴァルド・ボアソン・ハーゲン                           | ノルウェー                                                 |
| 2014 | マツィエイ・パテルスキ                                     | ポーランド                                                 |
| 2015 | イェスパー・ハンセン                                       | デンマーク                                                 |
| 2016 | ピーター・ウェーニング                                     | オランダ                                                   |
| 2017 | エドヴァルド・ボアソン・ハーゲン                           | ノルウェー                                                 |
| 2018 | エドゥアルド・プラデス                                     | スペイン                                                   |
| 2019 | アレクサンダー・クリストフ                                 | ノルウェー                                                 |
| 2020 | 新型コロナウイルス感染症の世界的流行 (2019年-)により未開催 | 新型コロナウイルス感染症の世界的流行 (2019年-)により未開催 |
| 2021 | イーサン・ヘイター                                         | イギリス                                                   |
| 2022 | レムコ・エヴェネプール                                     | ベルギー                                                   |
| 2023 | ベン・トゥレット                                           | イギリス                                                   |
| 2024 | アクセル・ローランス                                       | フランス                                                   |
| 2025 | マシュー・ブレナン                                         | イギリス                                                   |